# خوان مانوئل ماریتال
خوان مانوئل تأهل (انگلیسی: Juan Manuel Marital؛ زادهٔ ۲۵ فوریهٔ ۱۹۹۳) بازیکن فوتبال اهل آرژانتین است.
از باشگاه‌هایی که در آن بازی کرده‌است می‌توان به باشگاه فوتبال گودوی کروز اشاره کرد.